# Cynodontium tenellum
Cynodontium tenellum là một loài Rêu trong họ Dicranaceae. Loài này được (Schimp.) Limpr. mô tả khoa học đầu tiên năm 1877.